# العلاقات الفيتنامية الماليزية
العلاقات الفيتنامية الماليزية هي العلاقات الثنائية التي تجمع بين فيتنام وماليزيا.
تعود جذور العلاقات بين ماليزيا وفيتنام إلى القرن الخامس عشر على الأقل. أقامت ماليزيا علاقات دبلوماسية مع الدولة الفيتنامية المعاصرة في 30 مارس من عام 1973، وما تزال هذه العلاقات موجودة حتى اليوم. توترت العلاقة بين البلدين خلال أواخر سبعينيات وثمانينيات القرن العشرين، بسبب الحرب الكمبودية الفيتنامية، وتدفقِ القواربِ الفيتنامية إلى ماليزيا. نمت بعد ذلك العلاقات التجارية والاقتصادية بين البلدين، مع توسعها في مجالات تكنولوجيا المعلومات والتعليم والدفاع. يُعتبر كلا البلدين عضوًا في منتدى التعاون الاقتصادي لدول آسيا والمحيط الهادئ، وفي رابطة دول جنوب شرق آسيا. 
تشترك فيتنام وماليزيا بحدود بحرية في خليج تايلاند، وبحر الصين الجنوبي، ويطالب كلّ من البلدين بجزر سبراتلي. لدى ماليزيا سفارة في العاصمة الفيتنامية، هانوي، ومكتبًا قنصليًا في مدينة هو تشي منه، وتمتلك فيتنام سفارة في العاصمة الماليزية، كوالالامبور. تُظهر السجلات التاريخية زيارة أعداد قليلة من الفيتناميين - منذ القرن الثامن عشر- لبعض الولايات والسلطنات المجاورة، من بينها تلك المنطقة التي تعرف اليوم باسم دولة ماليزيا. تعتبر ماليزيا حاليًا موطنًا لمجتمع فيتنامي مغترب كبير يقدر بـ 100 ألف شخص، ويشتمل على عمال مهاجرين، وعرائس بالمراسلة، وطلاب. بالمقابل، تستضيف فيتنام جالية صغيرة من المغتربين الماليزيين، تتكون في الغالب من رجال أعمال يتركزون -بشكل أساسي- في مدينتي هو تشي منه وهانوي.  

## تاريخ العلاقات

### بداية العلاقات (من القرن الخامس عشر، وحتى الثامن عشر)
يعود أقدم سجل يشير إلى أول اتصال دبلوماسي بين ماليزيا الحالية وفيتنام إلى عام 1479. استولى جنود فيتناميون ينتمون إلى أسرة لي الحاكمة على بعثة قادمة من إقليم ملقا الماليزي ومتجهة نحو سلالة مينغ الصينية، ما أسفر عن مقتل بعض الماليزيين، وإخصاء واستعباد الناجين منهم. أعلنت فيتنام عن رغبتها بغزو ملقا، فوصل الخبر إلى الإمبراطور الصيني في عام 1481، فما كان منه إلا أن أمر والي إقليم ملقا الماليزي برفع جاهزية الجنود، وبالاستعداد لهجوم عسكري فيتنامي في وقت قريب. تمكنت ملقا من الصمود أمام الغزو الفيتنامي (غزو مملكة لان سانغ) وألحقت بالجيش الفيتنامي خسائر فادحة –حسب الرواية الصينية. تتحدث السجلات التاريخية لجماعة ملايو عن تجميع أميرٍ تشامي لبعض من أتباعه، وتشكيله لمستعمرة تشامية صغيرة في ملقا بعد غزو فيتنام لمملكة تشامبا عام 1471، ونشر فيها قوات عسكرية بهدف مساعدة إقليم جوهر الماليزي في صدّ غزو عسكري في تسعينيات القرن السادس عشر. استقبل ملوك مملكة تشامبا الذين أتوا بعد الملك بو روما، ابتداءًا من ابنه بو سوت، المبشرين المسلمين الماليين من كلنتن، بشكل دوري، في القرنين السابع عشر والثامن عشر.

### عصر الاستعمار البريطاني (الفترة ما بين القرن الثامن عشر ومنتصف القرن العشرين)
لم يمض وقت طويل على تأسيس ميناء ولاية بينانق الماليزي من قبل الماليزيين في نهاية القرن الثامن عشر، حتى بدأت السفن الفيتنامية بزيارة المنطقة بهدف التجارة، تطبيقًا لتعليمات الإمبراطور الفيتنامي في مدينة هيو. تحدث تقرير قديم، يعود إلى أواخر سبعينيات القرن التاسع عشر، عن إرساء سفينة تجارية محملة بشحنات من قصب السكر تعود بملكيتها إلى العاهل الفيتنامي نجويين آنه (الذي أصبح فيما بعد الإمبراطور جيا لونغ) في ميناء ولاية بينانق، في طريقها إلى الهند. أشار الجنود إلى ميناء ولاية بينانق بالمصطلح الصيني الفيتامي تان لانغ دوي (بالأحرف الصينية 檳榔嶼). أظهرت إحدى الحكايات الملكية التي تعود إلى عام 1810 أن الفييتاميين قد أطلقوا اسم كو لاو كاو، بمعنى جزير النخل، على ولاية بينانق. سافر بعض الفيتناميبن الكاثوليك إلى بينانق بهدف دراسة علم اللاهوت ابتداءً من أربعينيات القرن التاسع عشر، وكانت الباحثة الفيتنامية بيتروس كي واحدة منهم. أبحر بعض الأشخاص ذوي الأصل الصيني من منطقة كوشيتشاينا (التي تُعرف اليوم باسم فيتنام) باتجاه الشرق في سلطنة ترينجانو بهدف التجارة بالدواجن والأرز، استقر بعضهم أيضًا في السلطنة واندمجوا فيها مع الصينيين المحليين.  
في أواخر عشرينيات وأوائل ثلاثينيات القرن العشرين، لعب هو تشي منه دورًا رئيسيًا في تسهيل تشكيل الحزب الشيوعي في نانيانغ، (الذي أطلق عليه فيما بعد اسم «الحزب الشيوعي المالايوي»). زار منه جزر مالايا في عدة مناسبات، إذ ترأس حفل تشكيل الحزب الشيوعي المالايوي في بولا كاساب في إقليم جوهر، في شهر أبريل من عام 1930. مهد تأثير منه على الحزب الشيوعي المالايوي الطريق لتعيين لاي تيك، ذو الأصل الفيتنامي، كأمين عام للحزب في الفترة بين عامي 1934 و 1938. ازدادت الاتصالات وطرق التعاون بين الحزب الشيوعي المالايوي والشيوعيين الفيتناميين بعد اختفاء لاي تيك في أواخر أربعينيات القرن العشرين، إذ عمل الحزب الشيوعي المالايوي –لفترة وجيزة- على تسهيل شحن ونقل الذخائر الخفيفة إلى اتحاد استقلال فيتنام (فيت مين) الذي أسسه هو شي منه عام 1941 بهدف تحقيق الاستقلال التام عن فرنسا. خلال الحرب العالمية الثانية، عارض كل من فيت مين، وجيش الشعب المالايوي المناهض لليابان، الغزو الياباني للهند الصينية الفرنسية ولمالايا. وُثقت العلاقات بين الكوادر الشيوعية في كل من مالايا وفيتنام بشكل كبير بعد الانتصار الشيوعي في معركة ديان بيان فو عام 1954. قدم اتحاد استقلال فيتنام الدعم والتدريب اللوجستي وخدمات الاتصالات للحزب الشيوعي المالايوي في خمسينيات وستينيات القرن العشرين، ولكن على نطاق محدود.

### اللاجئين الفيتناميين (بين عامي 1975 و 2005)
في شهر مايو من عام 1975، وبعد فترة وجيزة من سقوط سايغون في نهاية الحرب الفيتنامية، وصلت أولى دفعات اللاجئين الفيتناميين إلى ماليزيا، وحمل أول قارب وصل إلى الشواطئ الماليزية 47 لاجئًا. حتى عام 1978، فر العديد من الفيتناميين (بعضهم من أصول صينية) من بلادهم. استضافت ماليزيا، وفقًا لإحصائيات حكومية، في شهر نوفمبر من عام 1978، 19 آلاف لاجئ، مقارنة مع 500 لاجئ دخل البلاد عام 1977. ردت الحكومة الماليزية، في عام 1978، على هذه الزيادة الضخمة في أعداد اللاجئين بتوجيه وزاراتها الداخلية لتشكيل فرقة العمل الفدرالية السابعة التي تتحمل مسؤولية الحد من الأعداد المتزايدة للاجئين. تحدثت وسائل إعلام عن وقوع بعض الحوادث خلال محاولة رجال الشرطة وعناصر الجيش الماليزي منع اللاجئين الفيتناميين من دخول البلاد، بالمقابل، أقدم بعض اللاجئين على إغراق قواربهم عمدًا للحصول على قبول لدخولهم إلى ماليزيا. عندما علمت الحكومة الماليزية بمحاولات اللاجئين الفيتناميين لإغراق قواربهم، أعلن نائب رئيس الوزراء الماليزي، مهاتير محمد، في شهر يونيو من عام 1979، أن البلاد ستبدأ العمل بتشريع يسمح للشرطة وقوات البحرية بإطلاق النار على اللاجئين الذين يحاولون النزول في الأراضي الماليزية، لكن سرعان ما تراجع رئيس الوزراء، حسين عون، عن التصريحات التي أطلقها نائبه.

## مقارنة بين البلدين
هذه مقارنة عامة ومرجعية للدولتين:
| وجه المقارنة                                              | فيتنام           | ماليزيا       |
| --------------------------------------------------------- | ---------------- | ------------- |
| المساحة (كم2)                                             | 331.69 ألف       | 330.29 ألف    |
| عدد السكان (نسمة)                                         | 94.66 مليون      | 31.62 مليون   |
| الكثافة السكانية (ن./كم²)                                 | 285.39           | 95.73         |
| العاصمة                                                   | هانوي            | كوالالمبور    |
| اللغة الرسمية                                             | اللغة الفيتنامية | لغة ماليزية   |
| العملة                                                    | دونغ فيتنامي     | رينغيت ماليزي |
| الناتج المحلي الإجمالي (بليون دولار)                      | 234.19 مليار     | 314.50 مليار  |
| الناتج المحلي الإجمالي (تعادل القوة الشرائية) بليون دولار | 553.42 مليار     | 817.43 مليار  |
| الناتج المحلي الإجمالي الاسمي للفرد دولار أمريكي          | 2.48 ألف         | 9.77 ألف      |
| الناتج المحلي الإجمالي للفرد دولار أمريكي                 | 5.63 ألف         | 25.64 ألف     |
| مؤشر التنمية البشرية                                      | 0.666            | 0.779         |
| رمز المكالمات الدولي                                      | +84              | +60           |
| رمز الإنترنت                                              | .vn              | .my           |
| المنطقة الزمنية                                           | ت ع م+07:00      | ت ع م+08:00   |

## منظمات دولية مشتركة
يشترك البلدان في عضوية مجموعة من المنظمات الدولية، منها:
| علم المنظمة | اسم المنظمة                                      | تاريخ انضمام فيتنام | تاريخ انضمام ماليزيا |
| ----------- | ------------------------------------------------ | ------------------- | -------------------- |
|             | بنك التنمية الآسيوي                              | 1966                | 1966                 |
|             | وكالة ضمان الاستثمار متعدد الأطراف               | 5 أكتوبر 1994       | 6 ديسمبر 1991        |
|             | الأمم المتحدة                                    | 20 سبتمبر 1977      | 17 سبتمبر 1957       |
|             | الفريق المعني برصد الأرض                         | ?                   | ?                    |
|             | منظمة حظر الأسلحة الكيميائية                     | ?                   | ?                    |
|             | أسيان                                            | 28 يوليو 1995       | 8 أغسطس 1967         |
|             | منظمة التجارة العالمية                           | 11 يناير 2007       | ?                    |
|             | منظمة الشرطة الجنائية الدولية                    | ?                   | ?                    |
|             | مؤسسة التنمية الدولية                            | 24 سبتمبر 1960      | 24 سبتمبر 1960       |
|             | يونسكو                                           | 6 يوليو 1951        | 16 يونيو 1958        |
|             | الاتحاد البريدي العالمي                          | ?                   | ?                    |
|             | البنك الدولي للإنشاء والتعمير                    | 21 سبتمبر 1956      | 7 مارس 1958          |
|             | منتدى آسيان الإقليمي ‏                            | ?                   | ?                    |
|             | المنظمة الهيدروغرافية الدولية                    | ?                   | ?                    |
|             | الاتحاد الدولي للاتصالات                         | 24 سبتمبر 1951      | 3 فبراير 1958        |
|             | مؤسسة التمويل الدولية                            | 4 أغسطس 1967        | 20 مارس 1958         |
|             | منتدى التعاون الاقتصادي لدول آسيا والمحيط الهادئ | 15 نوفمبر 1998      | 6 نوفمبر 1989        |

## وصلات خارجية
- موقع وزارة الخارجية الفيتنامية
- موقع وزارة الخارجية الماليزية